# Pseudoscops
Pseudoscops is een voormalig geslacht van vogels uit de familie echte uilen (Strigidae). Het geslacht telde één soort, de Jamaicaanse uil. In 2022 is deze soort op de IOC-lijst verplaatst naar het geslacht Asio, waardoor dit geslacht is komen te vervallen.